# Glorinha
Glorinha ist eine Stadt mit etwa 8000 (Schätzung 2018) Einwohnern im Bundesstaat Rio Grande do Sul im Süden Brasiliens. Sie liegt etwa 45 km östlich von Porto Alegre. Benachbart sind die Orte Taquara im Norden, Santo Antônio da Patrulha im Osten, Viamão im Süden und Gravataí im Westen. Ursprünglich war Glorinha Teil des Munizips Gravataí.